# Chariesthes liberiae
Chariesthes liberiae är en skalbaggsart som beskrevs av Stefan von Breuning 1974. Chariesthes liberiae ingår i släktet Chariesthes och familjen långhorningar.
Artens utbredningsområde är Liberia. Inga underarter finns listade i Catalogue of Life.